# 24-Stunden-Rennen auf dem Nürburgring 1984

Streckenführung für das 24-Stunden-Rennen ab 1984

Das 12. 24-Stunden-Rennen auf dem Nürburgring fand vom 25. auf den 26. August 1984 auf dem Nürburgring statt.

## Rennergebnis
Beim Rennen nach der einjährigen Umbauphase des Nürburgrings 1983 sorgte Auto Budde mit einem Doppelsieg für den ersten Erfolg für BMW nach über zehn Jahren. Den siegreichen BMW 635 CSi pilotierten Axel Felder, Franz-Josef Bröhling und Peter Oberndorfer, auf Platz zwei landeten Jochen Felder, Peter Faubel und Axel Felder in einem BMW 528i. Den dritten Platz erreichte Mantzel Opel Tuning mit Robert Walterscheid-Müller, Jürgen Fritzsche und Heinz-Otto Fritzsche in einem Opel Manta GT/E. 
Hans-Joachim Stuck, Dieter Quester und Harald Grohs standen mit ihrem BMW 635 CSi von Jambon Des Ardenne R. Billen noch vor dem späteren Siegfahrzeug von Auto Budde auf dem ersten Startplatz. Nach einem Fahrfehler verunfallte Harald Grohs gegen 5:10 Uhr morgens im Bereich der Hohen Acht.
Die Sieger fuhren 127 Runden und legten 3219,45 km zurück. Von den 133 gestarteten Fahrzeugen wurden 80 gewertet.

## Neue Streckenführung
Nach dem Umbau der Strecke und insbesondere dem Neubau der Grand-Prix-Strecke am Nürburgring 1983 fuhr das 24-Stunden-Rennen nach einem Jahr Pause 1984 zum ersten Mal auf einer neuen Streckenführung. Zusätzlich zur Nordschleife wurde anstatt auf der abgerissenen Start-und-Ziel-Schleife nun auf der neuen Grand-Prix-Strecke gefahren. Die Länge einer Rennrunde erhöhte sich so von knapp 23 auf über 25 Kilometer.